# Коленников, Василий Фёдорович
Василий Фёдорович Коленников (10 января 1921, Носовичи — 2 сентября 2007, Астрахань) — подполковник Советской Армии, участник Великой Отечественной войны, Герой Советского Союза (1945).

## Биография
Василий Коленников родился 10 января 1921 года в деревне Носовичи (ныне — Гомельская область Беларуси). Окончил семь классов школы. В 1938 году Коленников был призван на службу в Рабоче-крестьянскую Красную Армию. Окончил Вольскую военную авиатехническую школу. С мая 1943 года — на фронтах Великой Отечественной войны. Участвовал в Курской битве.
К октябрю 1944 года гвардии капитан Василий Коленников был заместителем командира эскадрильи 78-го гвардейского штурмового авиаполка 2-й гвардейской штурмовой авиадивизии 16-й воздушной армии 1-го Белорусского фронта. К тому времени он совершил 130 боевых вылетов, нанеся противнику большие потери в боевой технике и живой силе.
Указом Президиума Верховного Совета СССР от 23 февраля 1945 года за «мужество и героизм, проявленные в боях с немецкими захватчиками» гвардии капитан Василий Коленников был удостоен высокого звания Героя Советского Союза с вручением ордена Ленина и медали «Золотая Звезда» за номером 5816.
После окончания войны Коленников продолжил службу в Советской Армии. В 1955 году он окончил Военно-воздушную академию. В 1960 году в звании подполковника Коленников был уволен в запас. Проживал в Астрахани, руководил Астраханским аэроклубом, затем стал преподавателем военного дела в Астраханском кооперативном техникуме. 
Скончался 2 сентября 2007 года, похоронен в Астрахани.

## Награды и звания
Был также награждён двумя орденами Красного Знамени, орденом Александра Невского, двумя орденами Отечественной войны I степени, орденом Красной Звезды, рядом медалей. 

## Память

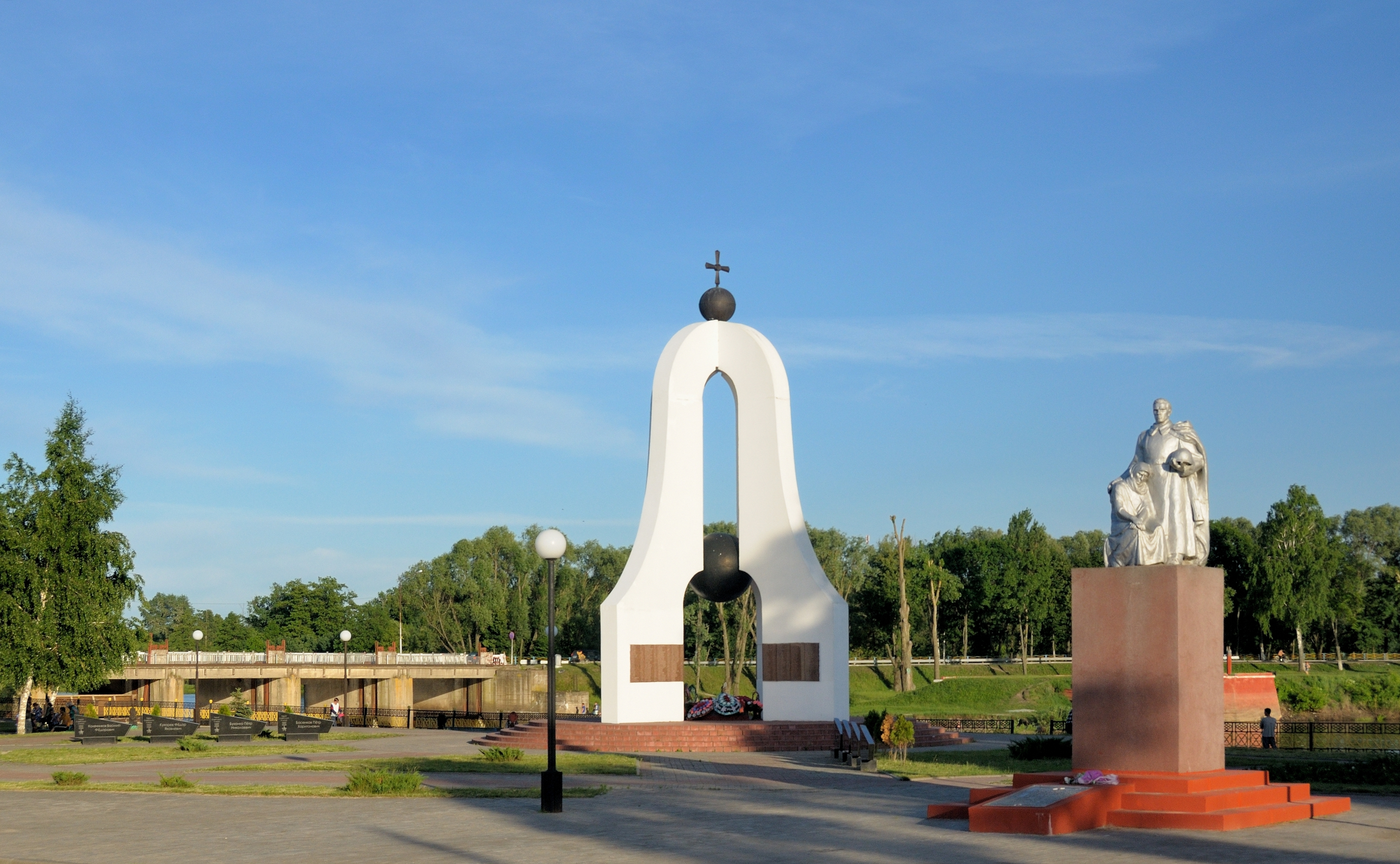
Мемориальный комплекс в Добруше

- Мемориальный комплекс в ДобрушеВ Гомеле у здания ДОСААФ установлена мемориальная доска.
- В Добруше (Гомельская область) на территории Мемориального комплекса «Память» установлены стелы с именами уроженцев района – Героев Советского Союза. На одной из стел указано имя В. Ф. Коленникова.